# The Ink Spots
The Ink Spots fue un grupo de música vocal afroamericano que ayudó a definir el género musical que daría lugar al rhythm & blues y al rock and roll, así como al subgénero doo wop. Junto con Mills Brothers, otro grupo vocal negro de los años 1930 y 1940, consiguieron una gran aceptación por parte de la comunidad blanca de los Estados Unidos.
En 1989, los Ink Spots (Bill Kenny, Charlie Fuqua, Deek Watson, Jerry Daniels y Orville Jones) fueron incluidos en el Salón de la Fama del Rock and Roll,y en 1999 fueron incluidos en el Salón de la Fama de los Grupos Vocales. Desde que los Ink Spots se disolvieron en 1954, ha habido más de cien grupos vocales que se autodenominan "The Ink Spots", con o sin miembros originales del grupo. A menudo se ha dado el caso de que estos grupos afirmaran ser Ink Spots de "segunda generación" o "tercera generación".

## Biografía

### Comienzos
The Ink Spots se formó a principios de 1930 en Indianápolis, y sus miembros originales fueron:
Orville "Hoppy" Jones (Chicago, 17 de febrero de 1902 - Nueva York, 18 de octubre de 1944): tocaba el bajo en la forma de contrabajo
Ivory "Deek" Watson (Mounds, 18 de julio de 1909-Washington D. C. 4 de noviembre de 1969): tenor, guitarra y trompeta.
Jerry Daniels (14 de diciembre de 1915 - Indianápolis, 7 de noviembre de 1995): tenor, guitarra y ukulele.
Charlie Fuqua (20 de octubre de 1910 - New Haven, 21 de diciembre de 1971): barítono y guitarra.
Como "Kyle and Charlie", Daniels y Fuqua habían formado en 1931 un dúo vocal con el que actuaban en los alrededores de Indianápolis. Por las mismas fechas, Watson y Jones formaban parte del cuarteto "The Four Riff Brothers", que aparecía regularmente en la estación de radio WLW de Cincinnati. En 1933, ese grupo se disolvió, y Watson, Daniels y Fuqua se reunieron para formar un nuevo conjunto vocal e instrumental que inicialmente se llamó "King, Jack, and Jester". Siguieron apareciendo regularmente en la radio en Ohio, y se convirtió en un cuarteto cuando Jones se unió al grupo al año siguiente.

### Carrera
En julio de 1934 aceptaron una reserva en el Teatro Apollo de Nueva York apoyando a Tiny Bradshaw. En ese momento cambiaron su nombre a "The 4 Ink Spots" a petición del orquestista Paul Whiteman con el fin de evitar confusión con su grupo vocal "The King's Jesters". Más tarde, en ese mismo año, The Ink Spots lograba un éxito internacional en su gira por el Reino Unido con la orquesta de Jack Hylton, apareciendo en la revista musical Melody Maker

La sensación del programa la da el colorido del cuarteto Four Ink Spots. Cantan en un estilo entre los Mills Brothers y Three Keys, y se acompañan con tres guitarras y un chelo - que se tocaba como un contrabajo. Su instinto natural para el ritmo caliente se ejemplifica en su magnífico trabajo y en sus bellas y exquisitamente equilibradas voces.

Su primera grabación fue con la Victor Records en 1935, pero aunque el grupo fue creciendo rápidamente en popularidad, sus primeras grabaciones no llegaron a alcanzar un éxito comercial. Al año siguiente Daniels deja el grupo y es sustituido por Bill Kenny (Filadelfia, 12 de junio de 1914- Vancouver, 23 de marzo de 1978). En 1936 aparecerían por primera vez en un programa de televisión en la NBC.
Durante los años 40 y 50 obtendrán una serie de éxitos entre los que cabe destacar "Melody os love", "If I Didn't Care",  "I love you for sentimental reasons" o "I don´t want to set the world on fire".
Algunas de sus canciones se pueden escuchar en la saga de videojuegos "Fallout", creada por la compañía "Interplay" y posteriormente vendida a "Bethesda Softworks".
En 1999 fueron incluidos en el Salón de la Fama de los Grupos Vocales.

### Riff
La mayor parte de las canciones de este grupo empiezan con el mismo tono de guitarra, esto se debe a que el guitarrista principal perdió cuatro dedos de una mano jugando a los bolos, tras eso le dejaron hacer ese tono al comienzo de cada canción como algo simbólico por todo lo que había aportado al grupo. Por lo que mantuvo el apodo de Riff el resto de su carrera musical

## Hit singles
| Año  | Sencillo                                                             | Posiciones del gráfico | Posiciones del gráfico |
| Año  | Sencillo                                                             | US                     | US R&B                 |
| ---- | -------------------------------------------------------------------- | ---------------------- | ---------------------- |
| 1939 | "If I Didn't Care"                                                   | 2                      | —                      |
| 1939 | "You Bring Me Down"                                                  | 14                     | —                      |
| 1939 | "Address Unknown"                                                    | 1                      | —                      |
| 1939 | "My Prayer"                                                          | 3                      | —                      |
| 1939 | "Bless You"                                                          | 15                     | —                      |
| 1940 | "Memories of You"                                                    | 29                     | —                      |
| 1940 | "I'm Gettin' Sentimental Over You"                                   | 26                     | —                      |
| 1940 | "When the Swallows Come Back to Capistrano"                          | 4                      | —                      |
| 1940 | "Whispering Grass (Don't Tell the Trees)"                            | 10                     | —                      |
| 1940 | "Maybe"                                                              | 2                      | —                      |
| 1940 | "Stop Pretending"                                                    | 16                     | —                      |
| 1940 | "You're Breaking My Heart All Over Again"                            | 17                     | —                      |
| 1940 | "We Three (My Echo, My Shadow and Me)"                               | 1                      | —                      |
| 1940 | "My Greatest Mistake"                                                | 12                     | —                      |
| 1940 | "Java Jive"                                                          | 15                     | —                      |
| 1941 | "Please Take a Letter, Miss Brown"                                   | 25                     | —                      |
| 1941 | "Do I Worry?"                                                        | 8                      | —                      |
| 1941 | "I'm Still Without a Sweetheart ('Cause I'm Still in Love with You)" | 19                     | —                      |
| 1941 | "So Sorry"                                                           | 24                     | —                      |
| 1941 | "Until the Real Thing Comes Along"                                   | 24                     | —                      |
| 1941 | "I Don't Want to Set the World on Fire"                              | 4                      | —                      |
| 1941 | "Someone's Rocking My Dreamboat"                                     | 17                     | —                      |
| 1942 | "Ev'ry Night About This Time"                                        | 17                     | 6                      |
| 1942 | "This Is Worth Fighting For"                                         | —                      | 9                      |
| 1942 | "Just as Though You Were Here"                                       | —                      | 10                     |
| 1943 | "Don't Get Around Much Anymore"                                      | 2                      | 1                      |
| 1943 | "If I Cared a Little Bit Less"                                       | 20                     | 10                     |
| 1943 | "I'll Never Make the Same Mistake Again"                             | 19                     | —                      |
| 1943 | "I Can't Stand Losing You"                                           | —                      | 1                      |
| 1944 | "Don't Believe Everything You Dream"                                 | 14                     | 6                      |
| 1944 | "Cow Cow Boogie (Cuma-Ti-Yi-Yi-Ay)" (con Ella Fitzgerald)            | 10                     | 1                      |
| 1944 | "A Lovely Way to Spend an Evening"                                   | 2                      | —                      |
| 1944 | "I'll Get By (As Long as I Have You)"                                | 7                      | 4                      |
| 1944 | "Someday I'll Meet You Again"                                        | 14                     | —                      |
| 1944 | "I'm Making Believe" (con Ella Fitzgerald)                           | 1                      | 2                      |
| 1944 | "Into Each Life Some Rain Must Fall" (con Ella Fitzgerald)           | 1                      | 1                      |
| 1945 | "I'm Beginning to See the Light" (con Ella Fitzgerald)               | 5                      | —                      |
| 1946 | "The Gypsy"                                                          | 1                      | 1                      |
| 1946 | "Prisoner of Love"                                                   | 9                      | 5                      |
| 1946 | "To Each His Own"                                                    | 1                      | 3                      |
| 1947 | "You Can't See the Sun When You're Crying"                           | 19                     | —                      |
| 1947 | "Ask Anyone Who Knows"                                               | 17                     | 5                      |
| 1948 | "The Best Things in Life Are Free"                                   | —                      | 10                     |
| 1948 | "Say Something Sweet to Your Sweetheart"                             | 22                     | —                      |
| 1948 | "You Were Only Fooling (While I Was Falling in Love)"                | 8                      | 15                     |
| 1949 | "You're Breaking My Heart"                                           | 9                      | —                      |
| 1949 | "Who Do You Know in Heaven (That Made You the Angel You Are?)"       | 21                     | —                      |
| 1950 | "Echoes"                                                             | 24                     | —                      |
| 1950 | "Sometime"                                                           | 26                     | —                      |
| 1951 | "If"                                                                 | 23                     | —                      |
| 1951 | "It Is No Secret" (sencillo de Bill Kenny)                           | 18                     | —                      |
| 1952 | "(That's Just My Way of) Forgetting You" (sencillo de Bill Kenny)    | 23                     | —                      |

### Citas
1. ↑  «The Ink Spots – Rock & Roll Hall of Fame». Consultado el 22 de noviembre de 2019.
2. ↑  Goldberg, Marv (1998). More Than Words Can Say: The Ink Spots And Their Music. Scarecrow Press
3. ↑  Howard Perspectives, Dwight Burrill, Herb Kenny, Howard University, 1992
4. ↑  «Orville "Hoppy" Jones of the Ink Spots». Consultado el 12 de junio de 2009.
5. ↑  «ORIGINAL INK SPOTS ACTIVITIES BY DATE». 2006. Consultado el 12 de junio de 2009.
6. ↑  «1999 Inductees». vocalgroup.org. Archivado desde el original el 15 de octubre de 2017. Consultado el 21 de marzo de 2023.
7. ↑  Whitburn, Joel (1986). Pop Memories 1890–1954: The History of American Popular Music. Menomonee Falls, Wisconsin: Record Research, Inc. pp. 223–224. ISBN 0-89820-083-0. (requiere registro).
8. ↑  "Joel Whitburn criticism: chart fabrication, misrepresentation of sources, cherry picking", Songbook1.wordpress.com